# Flowering Heart
Flowering Heart (플라워링 하트?, Peulla-woring hateuLR) è un cartone animato sudcoreano. Composto da due stagioni da 26 episodi ciascuna, la prima è stata trasmessa su EBS1 a partire dal 29 febbraio 2016, mentre la seconda al 29 maggio 2017.
Scritto dal direttore generale della casa di produzione Iconix Lee Woo-jin, è stato annunciato nel 2015, generando notevole interesse tra gli appassionati di animazione sia in patria che all'estero.

## Trama
Ari è un'ordinaria studentessa di quinta elementare. Un giorno, tornando a casa, trova un criceto e un anello magico, grazie al quale si trasforma in adulta per risolvere i problemi di vita quotidiana e lavorativa degli esseri umani, e raccogliere in tal modo l'energia della speranza per salvare il popolo del Regno Flowering dall'energia della disperazione. Alla missione partecipano anche le sue amiche Suha e Min.

## Personaggi

### Protagonisti
- Ari Jin (진아리?, Jin A-riLR)

Dodici anni, nata il 20 luglio, studentessa di quinta alla scuola elementare Bocciolo Fiorito. I suoi simboli sono l'azalea rosa e il rubino. È di carattere volenteroso e affettuoso, e le piace aiutare la gente in difficoltà.
Doppiata da: Choi Da-in (prima stagione) e So Yeon (ridoppiaggio della prima stagione, seconda stagione)
- Suha Woo (우수하?, U Su-haLR)

Dodici anni, nata il 4 settembre, amica di Ari e sua compagna di classe. I suoi simboli sono il nontiscordadimè e lo zaffiro. Al termine della seconda stagione, cercando di salvare Chess da Cannabis, le viene fatto il lavaggio del cervello e si unisce alle file nemiche.
Doppiata da: Yang Se-na (prima stagione) e Jung Hye-won (ridoppiaggio della prima stagione, seconda stagione)
- Min Sunwoo (선우민?, Seon-u MinLR)

Dodici anni, nata il 1º dicembre, amica di Ari e sua compagna di classe. I suoi simboli sono il tarassaco e il topazio. È una ragazza vivace che ama gli sport; ha quattro fratelli minori.
Doppiata da: Kim Chae-eun (prima stagione) e Kim Eun-ha (ridoppiaggio della prima stagione, seconda stagione)
- Shuel (슈엘?, Syu-elLR)

Dodici anni, nata il 27 ottobre, i suoi simboli sono il fiore di neve e il diamante. Ex-fidanzata del principe Chess, ha un carattere forte ed egoista e lavora al fianco della regina Cannabis per raccogliere l'energia della disperazione. Nella seconda stagione, resasi conto dei suoi errori, si unisce ad Ari, Suha e Min, grazie alle quali impara a interessarsi di più agli altri.
Doppiata da: Esther (prima stagione) e Yang Jung-hwa (ridoppiaggio della prima stagione, seconda stagione)
- Principe Chess (체스 왕자?, Cheseu wangjaLR) / Tung (뚱이?, Ttung-iLR)

Diciassette anni, nato l'8 agosto, è il principe ereditario del Regno Flowering. Quando viene scacciato sulla Terra assume l'aspetto di un criceto che viene trovato da Ari e battezzato Tung. Riassume temporaneamente forma umana grazie all'energia della speranza raccolta da Ari e dalle sue amiche.
Doppiato da: Um Sang-hyeon (Chess) e Jeon Tae-yeol (Tung)
- Principe Trump (트럼프 왕자?, Teureompeu wangjaLR)

Tredici anni, nato l'11 marzo, è il fratello minore di Chess e un principe del Regno Flowering. Durante l'infanzia è stato inviato sulla Terra da Cannabis a raccogliere l'energia della disperazione insieme al gatto Mao.
Doppiato da: Shin Yong-woo

### Antagonisti
- Regina Cannabis (칸나비스 왕비?, Kannabiseu wangbiLR)

Trentasei anni, regina del Regno Flowering, moglie di re Mild e madre di Trump.
Doppiata da: Hong So-young
- Mao (마오?, Ma-oLR)

Subordinato di Cannabis e aiutante di Trump.
Doppiato da: Hong So-young
- Othello (오셀로?, OselloLR)

Doppiato da: Jeon Tae-yeol
- Wise (와이즈?, Wa-ijeuLR)

Doppiato da: Lee Min-gyu

### Personaggi secondari
- Seonhee Choi (최선희?, Choe Seon-huiLR)

Madre di Suha.
Doppiata da: Kim Eun-ah
- Jiho Im (임지호?, Im Ji-hoLR)

Madre di Ari.
Doppiata da: So Yeon (prima stagione) e Yang Cheong-hwa (ridoppiaggio della prima stagione e seconda stagione)
- Mister Jin (미스터 진?, Miseuteo JinLR)

Padre di Ari.
Doppiato da: Eom Sang-hyeon
- Ran Sunwoo (선우 란?, Seon-u RanLR)

Cugina di Min.
Doppiata da: Yang Cheong-hwa
- Geum Sunwoo (선우금?, Seon-u GeumLR), Geon Sunwoo (선우건?, Seon-u GeonLR), Eun Sunwoo (선우은?, Seon-u EunLR) e Kang Sunwoo (선우강?, Seon-u GangLR)

Fratelli minori di Min.
Doppiati da: Jeong Hye-won (Geum), Kim Eun-ha (Geon e Eun) e Yang Cheong-hwa (Kang)
- Re Mild (마일드 왕?, Ma-ildeu wangLR)

Padre di Chess e Trump.
Doppiato da: Lee Min-gyu
- Regina Epione (에피오네 왕비?, Epi-one wangbiLR)

Madre di Chess.
Doppiata da: Yang Cheong-hwa
- Yerin Ahn (안여린?, Ahn Ye-rinLR)

Ventiquattro anni, nuova insegnante della classe di Ari, dal carattere insicuro. Quando si toglie gli occhiali, diventa più coraggiosa.
Doppiata da: Jeon Hae-ri
- Dojin Choi (최도진?, Choe Do-jinLR)

Professore di ginnastica.
Doppiato da: Jeon Tae-yeol
- Gichan Na (나기찬?, Na Gi-chanLR)

Dodici anni, compagno di classe di Ari, per la quale ha una cotta.
Doppiato da: Lee Jong-won (prima stagione) e Yang Jung-hwa (ridoppiaggio della prima stagione, seconda stagione)
- Narae Oh (오나래?, O Na-raeLR)

Dodici anni, compagna di classe di Ari, ha una passione per il balletto classico, sebbene i suoi genitori vorrebbero farle praticare il taekwondo.
Doppiata da: Hong So-young (prima stagione) e Jeon Hae-ri (seconda stagione)
- Juyeon Baek (백주연?, Baek Ju-yeonLR)

Dodici anni, compagna di classe di Ari.
Doppiata da: Yang Jung-hwa
- Haeun Lee (이하은?, I Ha-eunLR)

Dodici anni, compagna di classe di Ari.
Doppiata da: Kim Eun-ha
- Dongwoo Go (고동우?, Go Dong-uLR)

Dodici anni, compagno di classe di Ari, appassionato di dinosauri.
Doppiato da: Kim Soo-young
- Yuni Kim (김유니?, Kim Yu-niLR)

Dodici anni, compagna di classe di Ari.
Doppiata da: Kim Ha-young (ep. 42) e Kwon Ji-ae (ep. 46)

## Episodi
| Nº                            | Coreano – Latinizzazione riveduta - Traduzione letterale                                                                 | In onda          | In onda |
| Nº                            | Coreano – Latinizzazione riveduta - Traduzione letterale                                                                 | Coreana          |         |
| Prima stagione (26 episodi)   | |                  |         |
| 1                             | 「두근두근 첫 만남」 - Dugeundugeun cheot mannam – "Amore a prima vista"                                                 | 29 febbraio 2016 |         |
| 2                             | 「내가 어른이 된 거야?」 - Naega eoreun-i doen geo-ya? – "Sono diventata adulta?"                                        | 1 marzo 2016     |         |
| 3                             | 「사라진 아이돌」 - Sarajin a-idol – "L'idol scomparsa"                                                                  | 7 marzo 2016     |         |
| 4                             | 「다시찾은 빛나는 별」 - Dasicheoj-eun binnaneun byeol – "Una stella che ha ritrovato la sua luce"                       | 8 marzo 2016     |         |
| 5                             | 「절망의 다이어트」 - Jeolmang-ui da-i-eoteu – "Una dieta disperata"                                                     | 14 marzo 2016    |         |
| 6                             | 「진정한 아름다움」 - Jinjeonghan areumda-um – "La vera bellezza"                                                        | 15 marzo 2016    |         |
| 7                             | 「우리 엄마는 부재중」 - Uri eommaneun bujejung – "Mia madre, la stakanovista"                                           | 21 marzo 2016    |         |
| 8                             | 「엄마 아빠의 꿈」 - Eomma appa-ui kkum – "Il sogno di mamma e papà"                                                     | 22 marzo 2016    |         |
| 9                             | 「은반위의 시든꽃」 - Eunban-wi-ui sideunkkot – "Fiori appassiti sul ghiaccio"                                           | 28 marzo 2016    |         |
| 10                            | 「다시 한번 트리플 점프!」 - Dasi hanbeon teuripeul jeompeu! – "Ancora una volta un salto triplo!"                       | 29 marzo 2016    |         |
| 11                            | 「고민 상담부의 첫 여행」 - Gomin sangdambu-ui cheot yeohaeng – "La prima gita del club che risolve i problemi"          | 4 aprile 2016    |         |
| 12                            | 「하늘의 영웅」 - Haneur-ui yeong-eung – "L'eroe del cielo"                                                              | 5 aprile 2016    |         |
| 13                            | 「제주도의 푸른바다」 - Jejudo-ui pureunbada – "Il mare blu dell'isola di Jeju"                                          | 11 aprile 2016   |         |
| 14                            | 「해변의 입맞춤」 - Haebyeon-ui immatchum – "Baci in spiaggia"                                                           | 12 aprile 2016   |         |
| 15                            | 「흔들린 우정」 - Heundeullin ujeong – "Un'amicizia traballante"                                                         | 18 aprile 2016   |         |
| 16                            | 「슈엘 구출작전」 - Syu-el guchuljakjeon – "Operazione salvataggio per Shuel"                                            | 19 aprile 2016   |         |
| 17                            | 「도전! 주부 생활」 - Dojeon! Jubu saenghwal – "Sfida! La vita della casalinga"                                          | 25 aprile 2016   |         |
| 18                            | 「트럼프의 마음」 - Teureompeu-ui ma-eum – "Il cuore di Trump"                                                           | 26 aprile 2016   |         |
| 19                            | 「놀이공원 데이트」 - Nor-igong-won de-i-teu – "Appuntamento al parco divertimenti"                                      | 2 maggio 2016    |         |
| 20                            | 「위기의 대관람차」 - Wigi-ui daegwangnamcha – "La ruota panoramica della crisi"                                         | 3 maggio 2016    |         |
| 21                            | 「고백데이 프로젝트」 - Gobaekde-i peurojek-teu – "Il progetto per il giorno della dichiarazione"                        | 9 maggio 2016    |         |
| 22                            | 「왕자님의 첫사랑」 - Wangjanim-ui cheotsarang – "Il primo amore del principe"                                           | 10 maggio 2016   |         |
| 23                            | 「주인을 찾습니다」 - Ju-in-eul chatseumnida – "Trovare il proprietario"                                                 | 16 maggio 2016   |         |
| 24                            | 「마음까지 치료해드립니다」 - Ma-eumkkaji chiryohaedeurimnida – "Ti guariremo fino al cuore"                             | 17 maggio 2016   |         |
| 25                            | 「희망과 절망 사이」 - Huimanggwa jeolmang sa-i – "Tra speranza e disperazione"                                          | 23 maggio 2016   |         |
| 26                            | 「우정의 불꽃놀이」 - Ujeong-ui bulkkeonnor-i – "I fuochi d'artificio dell'amicizia"                                     | 24 maggio 2016   |         |
| Seconda stagione (26 episodi) | |                  |         |
| 27                            | 「헤매는 작은 별」 - Hemaeneun jag-eun byeol – "Una piccola stella vagabonda"                                            | 29 maggio 2017   |         |
| 28                            | 「나의 빛을 찾아서」 - Na-ui bich-eul chaj-aseo – "Cercando la mia luce"                                                 | 5 giugno 2017    |         |
| 29                            | 「어둠을 이기는 빛」 - Eodum-eul igineun bit – "La luce che supera l'oscurità"                                           | 12 giugno 2017   |         |
| 30                            | 「화석이 된 꿈」 - Hwaseog-i doen kkum – "Un sogno fossilizzato"                                                         | 19 giugno 2017   |         |
| 31                            | 「희망의 뉴스 속보」 - Huimang-ui nyuseu sokbo – "Ultime notizie sulla speranza"                                         | 26 giugno 2017   |         |
| 32                            | 「꿈에도 유효기간이 있나요?」 - Kkum-edo yuhyogigan-i inna-yo? – "I sogni hanno una data di scadenza?"                   | 3 luglio 2017    |         |
| 33                            | 「희망을 잇는 바느질」 - Huimang-eul inneun baneujil – "Una cucitura che collega alla speranza"                          | 10 luglio 2017   |         |
| 34                            | 「런웨이 위에 피어난 꿈」 - Reon-we-i wi-e pi-eonan kkum – "Sogni che sbocciano in passerella"                           | 17 luglio 2017   |         |
| 35                            | 「슈엘, 편의점을 부탁해!」 - Syu-el, pyeon-uijeom-eul butakhae! – "Shuel, prenditi cura del minimarket!"                 | 24 luglio 2017   |         |
| 36                            | 「안여린 선생님의 비밀」 - An Ye-rin seonsaengnim-ui bimil – "Il segreto della maestra Yerin Ahn"                        | 31 luglio 2017   |         |
| 37                            | 「기적을 부르는 응원」 - Gijeog-eul bureuneun yong-won – "Un tifo che invoca un miracolo"                                | 7 agosto 2017    |         |
| 38                            | 「용기가 만든 역전승」 - Yonggiga mandeun yeokjeonseung – "Una rivincita coraggiosa"                                     | 14 agosto 2017   |         |
| 39                            | 「수학여행 귀신소동!」 - Suhag-yeohaeng gwisinsodong! – "L'attacco dei fantasmi durante la gita scolastica!"             | 9 ottobre 2017   |         |
| 40                            | 「어둠에 물든 천년의 고도」 - Edodum-e muldeun cheonnyeon-ui godo – "L'elevazione di mille anni d'oscurità"              | 10 ottobre 2017  |         |
| 41                            | 「수학여행의 마지막 밤」 - Suhaeg-yeohaeng-ui majimak bam – "L'ultima notte di gita scolastica"                          | 16 ottobre 2017  |         |
| 42                            | 「내 꿈은 우주탐험!」 - Nae kkum-eun ujutamheom! – "Il mio sogno è esplorare lo spazio!"                                 | 17 ottobre 2017  |         |
| 43                            | 「우주에서 만난 희망」 - Uju-eseo mannan huimang – "Spero di incontrarti nello spazio"                                   | 23 ottobre 2017  |         |
| 44                            | 「뚱이의 가출」 - Tung-i-ui gachul – "La fuga di Tung"                                                                   | 24 ottobre 2017  |         |
| 45                            | 「잊을 수 없는 사이」 - Ij-eul su eobneun sa-i – "Un legame indimenticabile"                                             | 30 ottobre 2017  |         |
| 46                            | 「위기의 결혼식」 - Wigi-ui gyeolhonsik – "La cerimonia nuziale della crisi"                                             | 31 ottobre 2017  |         |
| 47                            | 「둘이 하나가 되는 마법」 - Dur-i hanaga doeneun mabeop – "Incantesimo combinato"                                        | 6 novembre 2017  |         |
| 48                            | 「절망의 크리스마스」 - Jeonmang-ui keuriseumaseu – "Un Natale disperato"                                                | 7 novembre 2017  |         |
| 49                            | 「우정의 딸기 생크림 케이크」 - Ujeong-ui ttalgi saengkeurim ke-ikeu – "La torta di fragole e panna dell'amicizia"       | 13 novembre 2017 |         |
| 50                            | 「달리지 못하는 챔피언」 - Dalliji mothaneun chaempi-eon – "Un campione che non sa correre"                              | 14 novembre 2017 |         |
| 51                            | 「좋아하는 마음의 슬픔」 - Joh-ahaneun ma-eum-ui seulpeum – "Il dolore di un cuore innamorato"                           | 20 novembre 2017 |         |
| 52                            | 「희망을 찾아 절망속으로...!」 - Huimang-eul chaj-a jeonmangsog-euro...! – "Cercando la speranza nella disperazione...!" | 21 novembre 2017 |         |
| OAV (6 episodi)               | |                  |         |
| 1                             | 「여름캠프에서 생긴 일 1부」 - Yeoreumkaempeu-eseo saenggin il 1bu – "Quello che è successo al campo estivo 1ª parte"    | 9 agosto 2019    |         |
| 2                             | 「여름캠프에서 생긴 일 2부」 - Yeoreumkaempeu-eseo saenggin il 2bu – "Quello che è successo al campo estivo 2ª parte"    | 10 agosto 2019   |         |
| 3                             | 「여름캠프에서 생긴 일 3부」 - Yeoreumkaempeu-eseo saenggin il 3bu – "Quello che è successo al campo estivo 3ª parte"    | 16 agosto 2019   |         |
| 4                             | 「여름캠프에서 생긴 일 4부」 - Yeoreumkaempeu-eseo saenggin il 4bu – "Quello che è successo al campo estivo 4ª parte"    | 17 agosto 2019   |         |
| 5                             | 「여름캠프에서 생긴 일 5부」 - Yeoreumkaempeu-eseo saenggin il 5bu – "Quello che è successo al campo estivo 5ª parte"    | 23 agosto 2019   |         |
| 6                             | 「여름캠프에서 생긴 일 6부」 - Yeoreumkaempeu-eseo saenggin il 6bu – "Quello che è successo al campo estivo 6ª parte"    | 24 agosto 2019   |         |

## Colonna sonora
1. Ahn Ye-seul – Flowering Heart♡ (sigla di testa) – 1:41 (testo: Lee Woo-jin – musica: Dong Min-ho, Heo Na-yoon)
2. Ahn Ye-seul – To A Girl (소녀에게?, Sonyeo-e-geLR; sigla di coda) – 1:48 (testo: Lee Woo-jin – musica: Dong Min-ho, Heo Na-yoon, Yoo Tae-jin)
3. So Yeon, Jung Hye-won, Kim Eun-ah, Kim Soo-young – Shining Star – 3:39 (testo: Iconix – musica: Shin Seung-joon, Lee Jae-min)
4. Flowering Heart♡ (strumentale) – 1:41 (musica: Dong Min-ho, Heo Na-yoon)
5. To A Girl (소녀에게?, Sonyeo-e-geLR; strumentale) – 1:48 (musica: Dong Min-ho, Heo Na-yoon, Yoo Tae-jin)
6. Shining Star (strumentale) – 3:39 (musica: Shin Seung-joon, Lee Jae-min)